# Литература изгнания
Литература изгнания, или Литература эмиграции, — словесность, созданная авторами, находящимися в вынужденном изгнании за пределами собственной страны (экспатриация, эмиграция), как правило — по политическим, расовым, национальным или религиозным мотивам, под страхом принудительного заключения или уничтожения на родине.

## История
Изгнание упоминается в Ветхом Завете, известно в праве античности, когда появились и первые поэты-изгнанники (Гиппонакт, Овидий). В политическом изгнании находился Данте и родился Петрарка, в изгнании по мотивам веры в эпоху религиозных войн — поэты и учёные-евреи в средневековой Британии, Испании, Португалии, поэты-протестанты (гугеноты, кальвинисты) во Франции.
Позднее в изгнание из-за Великой французской революции были вынуждены удалиться Шатобриан и др.
В XIX веке в изгнании находились и работали литераторы России, Германии и некоторых других стран, где писатели подвергались притеснениям не только за свои взгляды, но и за сочинения (Гейне, Бюхнер, Бёрне, Мицкевич, Словацкий, Красинский, Норвид, Виктор Гюго, Герцен, Тургенев и др.)

## XX век
Массовым явлением эмиграция по политическим, расовым (антисемитизм и др.) и религиозным мотивам, включая переселение целых народов, стала при тоталитарных и авторитарных режимах в XX веке, когда масштабный характер принимает и литература изгнания (эмиграции).
Странами, давшими крупнейшую по масштабам литературу изгнания или эмиграции, причем нескольких поколений или «волн», стали в первой половине XX столетия послереволюционная тоталитарная Россия (СССР), нацистская Германия, франкистская Испания, страны Восточной Европы в период наступления нацизма и становления социалистических, просоветских режимов, страны Латинской Америки (Аргентина, Парагвай, Гватемала, Чили, Куба), Азии (Китай, Северная Корея, Вьетнам и др.), Африки периода политических диктатур, внутренних (гражданских) войн и массовых депортаций.

## Самоопределение писателя
Применительно к СССР, Германии, Испании говорят также о «внутренней эмиграции» — жизни и творчестве писателей, прекративших публиковаться или не допущенных цензурой к публикации при тоталитарных режимах. Состояние эмиграции обостряет проблемы самоопределения писателя, его роли и даже миссии — противостояния и сопротивления изгнавшему его режиму, отношения к литературной и культурной традиции. Последнее может выражаться как в радикальном поиске нового, как, например, в поэзии Пауля Целана, так и в демонстративном обращении к повествованиям о прошлом, к классическим образцам (сонет в поэзии изгнанников из России, Германии, Испании). Так или иначе, в «открытой» (включая официальную), «подпольной» и эмигрантской (зарубежной, принадлежащей к диаспоре) литературе на том или ином национальном языке во многом по-разному складываются идеологические ориентации, писательское самоопределение, поэтика и стилистика — возможно, тут стоит даже говорить о нескольких пластах или исторических вариантах национальной литературы (см.: Хазанов Б., Глэд Д. Допрос с пристрастием: Литература изгнания. М.: Захаров, 2001).
Отрыв от привычной литературной среды, проблема читательской публики и критической оценки, вообще литературного воспроизводства за пределами одного поколения, переживаются в изгнании особенно болезненно: программные слова, по воспоминаниям Р. Гуля сказанные Д. Мережковским: «Мы не в изгнании, мы — в послании» (приписываются также З. Гиппиус, Н. Берберовой и др.), оказываются оспоренными или даже отвергнутыми следующим поколением писателей-эмигрантов (например, В. Набоковым). В ряде случаев (особенно частых среди эмигрантов из Германии и Австрии) изгнание расценивалось как невозможность существовать и заканчивалось самоубийством. Литературная эмиграция нередко сопровождалась переходом писателей на другой язык (Кундера) или творчеством на двух языках; в ряде случаев, писатели пишут на специально созданном языке-посреднике — таковы, например, креольский язык на Гаити или социолект турецкого меньшинства в Германии «канак-шпрак» (см. творчество Ф. Заимоглу).

## Современная ситуация
Новый контекст для всех названных проблем создают социальные процессы второй половины XX и начала XXI вв., явления глобализации, широкомасштабная трудовая миграция из государств «третьего мира» в США и развитые страны Европы, ставшая массовым и повседневным явлением. В этих условиях в Германии, Франции, Великобритании, Швеции и др. складывается литература и культура мигрантов или так называемых вторых поколений, интеркультура, гастарбайтер-словесность (культура), фактически носящая межнациональный или наднациональный характер (транснациональная, транскультурная или интеркультурная литература).

## Крупнейшие литераторы-изгнанники (эмигранты)

### РСФСР, СССР, Россия

#### Первая волна (1917 — начало 1930-х гг.)
- Константин Бальмонт
- Андрей Белый (вернулся в СССР)
- Николай Бердяев
- Иван Бунин
- Гайто Газданов
- Зинаида Гиппиус
- Борис Зайцев
- Евгений Замятин
- Вячеслав Иванов
- Георгий Иванов
- Михаил Каратеев
- Александр Куприн (вернулся в СССР)
- Дмитрий Мережковский
- Павел Муратов
- Владимир Набоков
- Арсений Несмелов
- Михаил Осоргин
- Борис Поплавский
- Алексей Ремизов
- Игорь Северянин
- Фёдор Степун
- Надежда Тэффи
- Владислав Ходасевич
- Марина Цветаева (вернулась в СССР)
- Игорь Чиннов
- Лев Шестов
- Иван Шмелёв
- Лариса Гениюш (Беларусь, была принудительно доставлена в СССР)
- Владимир Винниченко (Украина)
- Евген Маланюк (Украина)

#### Вторая волна (1941—1945 гг.)
- Иван Елагин
- Юрий Иваск
- Николай Моршен
- Борис Ширяев
- Эмма Андиевская (Украина)
- Василь Барка (Украина)
- Иван Багряный (Украина)
- Олег Зуевский (Украина)

#### Третья и четвёртая волна (конец 1960-х — 1990)
- Андрей Амальрик
- Василий Аксёнов (вернулся в Россию)
- Юз Алешковский
- Владимир Батшев
- Василий Бетаки
- Николай Боков
- Иосиф Бродский
- Георгий Владимов
- Владимир Войнович
- Михаил Волохов (вернулся в Россию)
- Александр Галич
- Анатолий Гладилин
- Наталья Горбаневская
- Фридрих Горенштейн
- Сергей Довлатов
- Александр Зиновьев (вернулся в Россию)
- Вадим Козовой
- Лев Копелев
- Наум Коржавин
- Юрий Кублановский (вернулся в Россию)
- Анатолий Кузнецов
- Эдуард Лимонов (вернулся в Россию)
- Лев Лосев
- Аркадий Львов
- Владимир Максимов
- Владимир Марамзин
- Виктор Некрасов
- Андрей Синявский
- Александр Солженицын (вернулся в Россию)
- Борис Хазанов
- Алексей Хвостенко (вернулся перед смертью)
- Алексей Цветков
- Леонид Чертков
- Сергей Юрьенен
- Анатолий Якобсон
- Томас Венцлова (Литва)

#### Пятая волна (2012-2021)
- Борис Акунин
- Аля Хайтлина
- Михаил Шишкин

#### Современная русская эмиграция (2020-е)
- Дмитрий Быков
- Иван Вырыпаев
- Дмитрий Глуховский
- Сергей Давыдов
- Михаил Дурненков
- Вера Полозкова
- Дарья Серенко
- Владимир Сорокин
- Анна Старобинец
- Иван Филиппов

### Беларусь
- Светлана Алексиевич (вернулась, в 2020 снова эмигрировала)
- Василь Быков (вернулся перед смертью)
- Сергей Михалок
- Владимир Некляев (вернулся)
- Александр Рязанов

### Германия и Австрия
- Вальтер Беньямин
- Иоганнес Бехер (эмигрировал в СССР)
- Бертольд Брехт (вернулся в ГДР)
- Макс Брод
- Герман Брох
- Фердинанд Брукнер
- Петер Вайс
- Франц Верфель
- Альфред Дёблин
- Хильда Домин (эмигрировала в 1932, в 1954 вернулась в Германию)
- Нелли Закс
- Феликс Зальтен
- Анна Зегерс (вернулась в ГДР)
- Элиас Канетти
- Герман Кестен
- Зигфрид Кракауэр
- Теодор Крамер (в 1957 вернулся в Австрию)
- Эльза Ласкер-Шюлер
- Эмиль Людвиг
- Генрих Манн
- Клаус Манн
- Томас Манн
- Роберт Музиль
- Эмиль Альфонс Райнхардт
- Эрих Мария Ремарк
- Йозеф Рот
- Альберт Виголейс Телен (вернулся в ФРГ в 1986)
- Бодо Узе (в 1948 вернулся в ГДР)
- Иоганнес Урцидиль
- Лион Фейхтвангер
- Бруно Франк
- Леонгард Франк (вернулся в ФРГ)
- Эдён фон Хорват
- Арнольд Цвейг (вернулся в ГДР)
- Стефан Цвейг
- Карл Цукмайер
- Карл Эйнштейн

### Испания
- Рафаэль Альберти
- Франсиско Аяла (в 1976 вернулся в Испанию)
- Макс Ауб
- Хосе Бергамин
- Хосе Анхель Валенте
- Рамон Гайя
- Хорхе Гильен
- Хуан Гойтисоло
- Рамон Гомес де ла Серна
- Жозеп Карне
- Алехандро Касона
- Пере Кварт
- Антонио Мачадо
- Эмилио Прадос
- Педро Салинас
- Мария Самбрано (в 1984 вернулась в Испанию)
- Луис Сернуда
- Мигель де Унамуно
- Леон Фелипе
- Хуан Рамон Хименес

### Португалия
- Антониу Ботту
- Мария Габриэла Лансол (c 1965 до 1984)
- Эдуарду Лоренсу
- Жоржи де Сена
- Мануэл Тейшейра Гомиш

### Польша
- Адам Мицкевич
- Юлиуш Словацкий
- Зыгмунт Красинский
- Станислав Баранчак
- Циприан Норвид
- Александр Ват
- Казимеж Вежиньский
- Станислав Винценц
- Витольд Вирпша
- Юзеф Виттлин
- Ежи Гедройц
- Януш Гловацкий
- Витольд Гомбрович
- Исаак Башевис Зингер
- Ян Лехонь
- Чеслав Милош (1951—1993, затем вернулся в Польшу)
- Славомир Мрожек
- Антоний Слонимский
- Зыгмунт Хаупт
- Густав Херлинг-Грудзинский
- Марек Хласко
- Анджей Хцюк
- Юзеф Чапский
- Бруно Ясенский (эмигрировал в СССР)

### Венгрия
- Бела Балаж (эмигрировал в СССР)
- Шандор Мараи
- Дьёрдь Фалуди

### Болгария
- Димитре Динев

### Чехия
- Иван Блатны
- Иржи Груша
- Иван Дивиш (вернулся в Чехию в 1995)
- Павел Когоут
- Йиржи Коларж (вернулся в Чехию в 1997)
- Ян Кржесадло (в 1989 вернулся в ЧССР)
- Милан Кундера
- Вера Лингартова
- Арношт Лустиг (в 2003 вернулся в Чехию)
- Либуше Моникова
- Патрик Оуржедник
- Ива Пекаркова
- Эгон Хостовский
- Ян Чеп
- Йозеф Шкворецкий

### Румыния
- Эли Визель
- Матей Вишнек
- Сорана Гурян
- Эжен Ионеско
- Йон Карайон
- Нина Кассиан
- Андрей Кодреску
- Норман Маня
- Оскар Пастиор
- Бенжамен Фондан
- Пауль Целан
- Чоран
- Мирча Элиаде

### ГДР
- Уве Йонсон
- Сара Кирш
- Вольф Бирман
- Петер Хухель

### Югославия
- Давид Албахари
- Славенка Дракулич
- Джевад Карахасан
- Данило Киш
- Борислав Пекич
- Владимир Тасич
- Александр Тишма (1993—2000)
- Дубравка Угрешич
- Александр Хемон

### Нидерланды
- В. Ф. Херманс

### Греция
- Йоргос Сеферис

### Кипр
- Нора Наджарян

### Албания
- Исмаил Кадаре

### Турция
- Недим Гюрсель
- Орхан Памук
- Назым Хикмет (эмигрировал в СССР)

### Иран
- Аббас Маруфи
- Азар Нафиси

### Афганистан
- Атик Рахими

### Ливан
- Вадих Саадех

### Сирия
- Адонис

### Китай
- Бэй Дао (вернулся в Китай в 2006)
- До До (вернулся в Китай в 2004)
- Ма Цзянь
- Ян Лянь

### Гвинея
- Тьерно Моненамбо

### Зимбабве
- Уилсон Катийо
- Ченджераи Хоув

### Камерун
- Монго Бети (в 1991 после тридцатилетнего изгнания вернулся на родину)

### Кения
- Нгуги Ва Тхионго (в 2004 вернулся на родину)

### Конго
- Эммануэль Донгала

### Кот-д’Ивуар
- Ахмаду Курума (1964—1994, потом вернулся на родину)

### Нигерия
- Крис Абани

### Руанда
- Жильбер Гатор
- Сколастик Муказонга
- Бенжамен Сеэн

### Сомали
- Нуруддин Фарах (в 1992 вернулся на родину)

### Сьерра-Леоне
- Сил Чейни-Коукер

### Того
- Косси Эфуи

### Уганда
- Мозес Исегава (в 2005 вернулся в Уганду)
- Табан Ло Лийонг

### Чад
- Кулси Ламко

### ЮАР
- Алекс Ла Гума
- Дж. М.Кутзее
- Бесси Хед

### Гаити
- Дани Лаферьер
- Жан Метеллюс
- Антони Фелпс

### Аргентина
- Луиса Валенсуэла
- Давид Виньяс
- Антонио Ди Бенедетто (1977—1984)
- Арнальдо Кальвейра
- Хулио Кортасар
- Освальдо Ламборгини
- Хуан Хосе Саэр

### Уругвай
- Хуан Карлос Онетти
- Кристина Пери Росси
- Эдуардо Галеано
- Ида Витале

### Парагвай
- Аугусто Роа Бастос

### Гватемала
- Мигель Анхель Астуриас
- Луис Кардоса-и-Арагон
- Аугусто Монтерросо
- Родриго Рей Роса (1979—1992)

### Сальвадор
- Орасио Кастельянос Мойя

### Перу
- Хорхе Эдуардо Эйельсон

### Чили
- Изабель Альенде
- Оскар Ан
- Маурисио Вакес
- Карлос Дрогетт
- Эрнан Лавин Серда
- Луис Сепульведа
- Антонио Скармета (1973—1989)

### Куба
- Элисео Альберто
- Рейнальдо Аренас
- Гастон Бакеро
- Зоэ Вальдес
- Фернандо Веласкес Медина
- Густаво Гало Эрреро
- Лоренсо Гарсиа Вега
- Мануэль Гранадос
- Эдмундо Десноэс
- Мануэль Диас Мартинес
- Гильермо Кабрера Инфанте
- Дамарис Кальдерон
- Калверт Кейси
- Хосе Косер
- Мария Элена Крус Варела
- Чели Лима
- Эдуардо Манет
- Карлос Монтенегро
- Долан Мор
- Лино Новас Кальво
- Эберто Падилья
- Хина Пельон
- Карлос Пинтадо
- Хосе Пратс Сариоль
- Соня Ривера-Вальдес
- Северо Сардуй
- Нивария Техера
- Хосе Триана
- Норберто Фуэнтес
- Даина Чавьяно
- Мария Элена Эрнандес Кабальеро
- Абилио Эстевес

## Справочные издания
- Deutsche Exliliteratur 1933—1945, Eine Bio-Bibliographie/ Wilhelm Sternfeld u. Eva Tiedemann, Hrsg. Heidelberg: Lambert Schneider, 1970
- Moeller H.-B. Latin America and the Literature of Exile: a comparative view of the 20-th Century European Refugee Writers in the New World. Heidelberg: C. Winter, 1983
- Innen-Leben: Ansichten aus dem Exil/ Hermann Haarmann, Hrsg. Berlin: Fannei & Walz, 1995
- Lida Clara E. Inmigracion y exilio: reflexiones sobre el caso espanol. Mexico: El Colegio de Mexico/Siglo XXI, 1997
- Bolbecher S., Kaiser K. Lexikon der österreichischen Exilliteratur. Wien: Deuticke, 2000
- Николюкин А. Н. Русского зарубежья литература// Литературная энциклопедия терминов и понятий. М.: Интелвак, 2001, с.910-915 (с библиографией)